# Transformation t-it
Cet article court présente un sujet plus développé dans : temps imaginaire.
Dans le domaine des mathématiques ou de la physique, la transformation t-it consiste à changer le paramètre de temps {\displaystyle t}, normalement réel, en un terme {\displaystyle i.t} imaginaire pur.
En physique, cette transformation est parfois utilisée en cosmologie ou en mécanique quantique. 
En mathématiques, elle permet de passer par exemple des fonctions trigonométriques aux fonctions hyperboliques, et réciproquement, ainsi par exemple {\displaystyle \cos(it)=\cosh(t)}, {\displaystyle \sinh(it)=i\sin(t)}, etc.
Toutefois, elle correspond plus à une technique de calcul qu'à un concept fondamental, et possède donc un intérêt limité.